# Communauté de communes des Monts d'Orb
La Communauté de communes des Monts d'Orb est une ancienne communauté de communes française, située dans le département de l'Hérault dans la région Languedoc-Roussillon.

## Histoire
Baptisée d'abord communauté Mare et Orb en référence aux deux rivières qui la traversent, elle prend le nom de Monts d'Orb à la suite de la définition du projet de destination touristique.
Le 1er janvier 2014, la communauté des communes des Monts d'Orb a été regroupée et renommée sous le nom de Communauté de communes Grand Orb.

## Communes
Elle regroupait jusqu'au 1er janvier 2014 sept communes :
- Camplong
- Graissessac
- Le Bousquet-d'Orb
- La Tour-sur-Orb
- Saint-Étienne-Estréchoux
- Saint-Geniès-de-Varensal
- Saint-Gervais-sur-Mare.

## Compétences
- Aménagement de l'espace
- Développement économique
- Protection de l'environnement
- Le logement
- La voirie
- La culture.

## Ressources
- Taxe professionnelle
- Taxe d'habitation
- Taxes foncières
- Subventions du département
- Subventions de la région
- Subventions de l'État
- Subventions de l'Europe.

Depuis le 1er janvier 2002, la Communauté de Communes des Monts d’Orb a opté pour le système fiscal de la Taxe Professionnelle Unique. En 2009, le taux de taxe professionnelle sera de 14,11 % sur tout le territoire de la communauté de communes.